# Episodi di Non pensarci - La serie
La prima stagione della serie televisiva Non pensarci - La serie è stata trasmessa in prima visione in Italia sul satellite da Fox dal 18 maggio al 20 luglio 2009, mentre in chiaro è stata trasmessa in prima visione da LA7 dal 28 maggio 2010.
| nº | Titolo                 | Prima TV Italia  |
| -- | ---------------------- | ---------------- |
| 1  | Beautiful people       | 1º febbraio 2009 |
| 2  | Oltre il giardino      | 8 febbraio 2009  |
| 3  | Lo squalo              | 15 febbraio 2009 |
| 4  | I soliti ignoti        | 22 febbraio 2009 |
| 5  | Nel nome del padre     | 1º marzo 2009    |
| 6  | A qualcuno piace caldo | 8 marzo 2009     |
| 7  | La mia Africa          | 15 marzo 2009    |
| 8  | Pretty woman           | 22 marzo 2009    |
| 9  | Il padrino             | 29 marzo 2009    |
| 10 | Il candidato           | 5 aprile 2009    |
| 11 | Cinque pezzi facili    | 12 aprile 2009   |
| 12 | La grande abbuffata    | 19 aprile 2009   |
| 13 | La grande conclusione  | 26 aprile 2009   |